# Духовное управление мусульман Северного Кавказа
Духовное управление мусульман Северного Кавказа (ДУМСК) — один из четырёх региональных муфтиятов СССР в 1944—1990 годах.

## История
В годы Великой Отечественной войны произошла либерализация религиозной политики в СССР. На Северном Кавказе в 1944 году появилось Духовное управление мусульман Северного Кавказа (ДУМСК) во главе с муфтием с центром в Буйнакске. В это время были вновь открыты некоторые мечети.
По словам советского теолога и правозащитника Магомед-Расула Мугумаева, Духовное управление было создано по поручению КГБ СССР, а работали в управлении люди, прошедшие вербовку и подготовку в КГБ.
С 1944 года управление духовными делами мусульман на территории СССР осуществляли четыре независимых друга от друга центра: Духовное управление мусульман Средней Азии и Казахстана (с центров в Ташкенте), Духовное управление мусульман Закавказья (Баку), Духовное управление мусульман Северного Кавказа (Буйнакск) и Духовное управление мусульман Европейской части СССР и Сибири (Уфа).
ДУМСК занималось регистрацией религиозных общин, утверждением и смещением имамов мечетей, изданием постановлений (фетв) по различным религиозным вопросам.
В 1989 году в Махачкале проходил I съезд мусульман Северного Кавказа, 15 мая его делегаты штурмом захватили здание ДУМСК и сместили муфтия Махмуда Геккиева с должности, обвинив во взяточничестве, моральном несоответствии и сотрудничестве с КГБ. Эта отставка привела к чехарде в ДУМСК и появлению отдельных духовных управлений в республиках Северного Кавказа.

## Председатели
- 1944—1950: Хизри Гебеков;
- 1950—1975: Магомед Курбанов;
- 1975—1978: Хапиз Омаров;
- 1978 — 13 мая 1989: Махмуд Геккиев;
- 13 мая 1989 — 10 июля 1989: Магомед-Мухтар Бабатов;
- июль 1989 — октябрь 1989: Абдулла Алигаджиев;
- октябрь 1989 — январь 1990: Ахмед Магомедов.